# خواكين سواريز
خواكين سواريز (بالإسبانية: Joaquín Suárez de Rondelo) هو دبلوماسي وسياسي أوروغواني، ولد في 18 أغسطس 1781 في كانلونيس في الأوروغواي، وتوفي في 26 ديسمبر 1868 في مونتفيدو في الأوروغواي. حزبياً، نشط في حزب كولورادو (الأوروغواي). وقد انتخب رئيس الأوروغواي (1 مارس 1843 – 15 فبراير 1852).